# Extreme Rules (2010)
Extreme Rules (2010) — второе по счёту шоу Extreme Rules, PPV-шоу производства американского рестлинг-промоушна World Wrestling Entertainment (WWE). Шоу прошло 25 апреля 2010 года в 1st Mariner Arena в Балтимор, Мэриленд. Спонсором мероприятия выступила компания Kentucky Fried Chicken.
Официальной музыкальной темой шоу была песня «Time to Shine» от Saliva.

## Результаты
| #                                | Поединки | Условия | Время |
| -------------------------------- | --- | --- | ----- |
| Dark                             | Кофи Кингстон победил Дольфа Зигглера                                                                        | Поединок один на один | —     |
| 1                                | Династия Хартов (Дэвид Харт Смит и Тайсон Кид) (с Натальей и Бретом Хартом) победили ShoMiz (Биг Шоу и Миза) | Gauntlet Match — Команда, победившая ШоуМиз, получает право на поединок за титул Объединённых командных чемпионов WWE. В поединке также принимали участия Джон Моррисон & R-Truth и Монтел Вонтевиус Портер & Марк Хенри | 06:48 |
| 2                                | СМ Панк (с Люком Галлоусом и Сериной) победил Рея Мистерио                                                   | Одиночный матч Если СМ Панк проиграет, то его побреют налысо. | 16:57 |
| 3                                | JTG победил Шада Гаспарда                                                                                    | Поединок с ремнем | 05:53 |
| 4                                | Джэк Сваггер (c) победил Рэнди Ортона                                                                        | Поединок по Экстремальным Правилам за Чемпионство мира в тяжёлом весе | 14:01 |
| 5                                | Шеймус победил Трипл Эйча                                                                                    | Уличная драка | 17:18 |
| 6                                | Бет Феникс победила Мишель МакКул (c) (с Вики Герреро и Лейлой)                                              | Поединок по экстремальным правилам за титул Женского чемпиона WWE | 06:32 |
| 7                                | Эдж победил Криса Джерико                                                                                    | Поединок в железной клетке (англ. Steel Cage Match) | 21:58 |
| 8                                | Джон Сина (c) победил Батисту                                                                                | Поединок до последнего на ногах (англ. Last Man Standing match) за Чемпионство WWE | 26:02 |
| (c) - чемпион на момент поединка | | |       |